# San Sadurní de Noya
San Sadurní de Noya (oficialmente en catalán: Sant Sadurní d'Anoia) es un municipio y una población española de la comarca del Alto Panadés, en la provincia de Barcelona (Cataluña).

## Toponimia
El nombre Sadurní (en español Saturnino) procede del antropónimo latino Saturninus, diminutivo de Saturnus, 'Saturno'. El predicado al río Noya, (en catalán Anoia), del latín amnucula, 'riachuelo'.

## Geografía
Pertenece a la comarca del Alto Panadés y linda con los términos municipales de Piera y San Lorenzo de Hortóns al norte, Gélida al este, Subirats al este y sur, y Torrelavit al oeste, todos de Barcelona. El término contiene los núcleos rurales de Can Benet de la Prua, Can Catassús, Espiells y Monistrol de Noya.

## Historia
San Sadurní tiene sus orígenes en la antigua parroquia de San Sadurní de Subirats, con referencia documental fechada en 1080. Formó parte de la baronía del Castillo de Subirats, que estaba en manos de familias nobles hasta que en 1493 pasó a formar parte de la Corona de Aragón. 
Durante varios siglos, San Sadurní de Subirats fue algo más que un núcleo de casas situadas en los márgenes del camino secular que iba de Barcelona a Tarragona. Gracias a su excelente situación geográfica, disfrutó de un desarrollo más rápido y prematuro que el resto de parroquias que conformaban la Universidad de Subirats (San Pablo de Ordal, San Pedro de Subirats, San Pedro de Lavern y San Sadurní de Subirats), hasta el punto que consiguió su independencia como municipio en 1764. Fue entonces cuando adoptó el nombre tal y como se conoce actualmente, tomando la nueva denominación por el río que cruza el término municipal. 
Aunque el cultivo de la viña es anterior, será en el siglo XVIII cuando empiece a desarrollarse gracias a la demanda del mercado americano. A partir de 1872 se empezaron a elaborar las primeras botellas de cava y durante 1869 y 1880 se vivirá el momento de mayor crecimiento debido a la plaga de la filoxera que sufrían los viñedos franceses. En 1887, la plaga también llegaría a San Sadurní arruinando viñas y la economía de la población. Sin embargo, un grupo de propietarios locales, apodados «los siete sabios de Grecia» usaron los métodos descubiertos en Francia para combatir la plaga. De este modo el municipio se convierte en el principal núcleo catalán en la lucha contra la filoxera. Se comenzó a replantar las viñas con pies de cepa americana, inmunes a la plaga, y poco a poco la producción fue creciendo hasta llegar a nuestros días en los que San Sadurní es el principal productor de cava del país, un motor que los ha conducido a ser conocidos como Capital del Cava, ya que el municipio produce el 90% de las botellas que se elaboran en España.

## Demografía
San Sadurní de Noya cuenta con una población de 12 915 habitantes (INE 2024).
| Gráfica de evolución demográfica de San Sadurní de Noya entre 1842 y 2021 |
| |
| Población de derecho según los censos de población del INE. Población de hecho según los censos de población del INE.En estos censos se denominaba San Sadurní de Noya: 1842, 1960, 1970 y 1981. En estos censos se denominaba San Saturnino de Noya: 1857, 1877, 1887, 1897, 1900, 1910, 1920, 1930, 1940 y 1950. En este censo se denominaba Sant Sadurní de Noya: 1860. Entre el censo de 1857 y el anterior, crece el término del municipio porque incorpora a Monistrol de Noya. |

## Administración y política
| Periodo   | Nombre                                                  | Partido     |
| --------- | ------------------------------------------------------- | ----------- |
| 1979-1983 | Carlos Querol                                           | PSC         |
| 1983-1987 | Carlos Querol                                           | PSC         |
| 1987-1991 | Carlos Querol hasta 1988 y Marcel Gabarró Pallarès      | PSC         |
| 1991-1995 | Marcel Gabarró Pallarès                                 | PSC         |
| 1995-1999 | Joan Amat Solé                                          | CiU         |
| 1999-2003 | Joan Amat Solé                                          | CiU         |
| 2003-2007 | Joan Amat Solé                                          | CiU         |
| 2007-2011 | Joan Amat Solé                                          | CiU         |
| 2011-2015 | Josep Maria Ribas / Susanna Mérida López / Maria Rosell | ERC/PSC/CiU |
| 2015-2019 | Maria Rosell Medall / Josep Maria Ribas                 | CiU / ERC   |

| Partido político                           | 2011  | 2011       | 2011 |
| Partido político                           | %     | Concejales |      |
| Convergència i Unió (CiU)                  | 30,68 | 6          |      |
| Partit dels Socialistes de Catalunya (PSC) | 27,81 | 5          |      |
| Esquerra Republicana de Catalunya (ERC)    | 19,32 | 4          |      |
| Partido Popular (PP)                       | 13,73 | 2          |      |

## Cultura

### Patrimonio

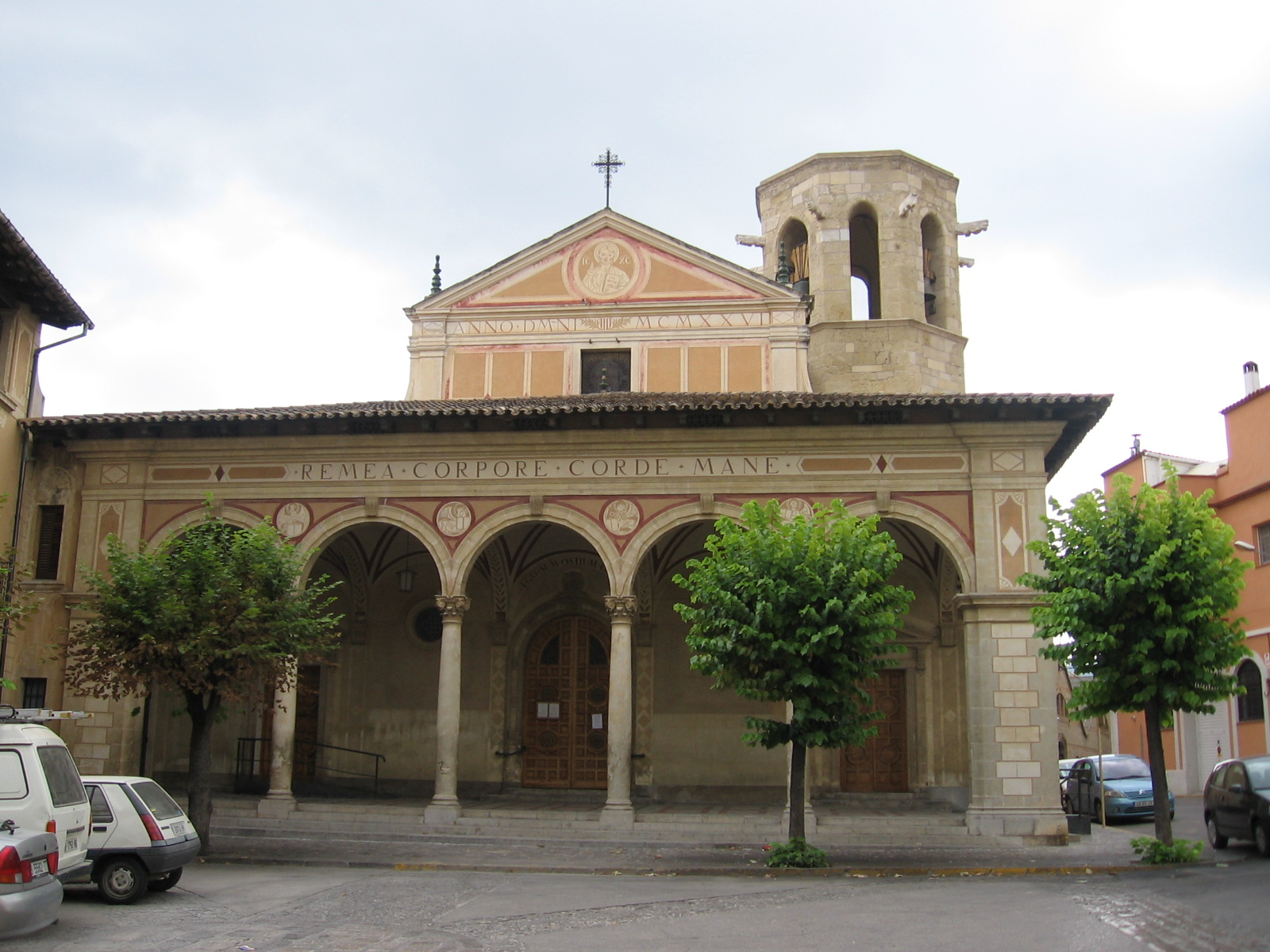
Parroquia de San Sadurní de Noya

- Ermita de San Benedicto de Espiells: entre los siglos X y XI de estilo prerrománico.
- Iglesia parroquial. En la que destaca el campanario octogonal, reliquia del antiguo templo gótico, y el pórtico remodelado en 1924.
- Casa consistorial
- Antiguo hospital
- Nuevo hospital
- Museo del Chocolate (Simón Coll)
- La Fassina de Can Guineu
- Cavas Codorníu. Con la bodega de estilo modernista construida por José Puig Cadafalch y reconocida como Monumento Histórico Artístico Nacional en 1976

### Fiestas
- Del 6 al 9 de septiembre: ferias y fiestas, donde destacan la Festa de la Fil·loxera cada 8 de septiembre en la plaza de la iglesia, en recuerdo de la temible plaga.
- Fiesta de los Barrios: durante siete días desde el jueves de Corpus (entre mayo y junio) celebrándose cada día la fiesta de cada uno de los siete barrios que componen San Sadurní: Ayuntamiento, San Antonio, Montserrat, Iglesia, Diputación, Caballeros y Arrabal.
- Fiesta mayor que se celebra cada 29 de noviembre en honor al patrón del pueblo, San Saturnino.
- El primer fin de semana de octubre, la semana del Cava, que tiene como principal acontecimiento el llamado Cavatast. Este acontecimiento reúne la mayoría de las empresas de la denominación del cava, así como otras empresas relacionadas con la gastronomía, convirtiéndose en una verdadera feria. Pese a no ser una fiesta tradicional, es una fiesta creada por empresarios del cava, con la complicidad del Ayuntamiento, para promocionar la bebida espumosa. Toda la céntrica Rambla de la Generalidad se prepara para el evento, donde cada bodega ofrece una copa de cava en su puesto a los visitantes a cambio de un ticket, que compran previamente. Entre los actos de esta semana también se celebra la coronación de la Reina del Cava por parte de la Cofradía del Cava.

## Ciudades hermanadas
- Cegama[6]
- Cañete la Real
- Bastia Umbra